# Kippenheim
Kippenheim est une commune de Bade-Wurtemberg (Allemagne), située dans l'arrondissement de l'Ortenau, dans le district de Fribourg-en-Brisgau.

## Personnalités liées à la commune
- Stefan Wertheimer (1926-2025), industriel et homme politique israélien, né à Kippenheim.